# La stessa estate (1996)
La stessa estate (1996) è un singolo del cantautore italiano Giancane, pubblicato il 1º luglio 2016 come unico estratto di Una vita al top (Deluxe), riedizione dell'album Una vita al top.

## Video musicale
Il videoclip, realizzato dallo stesso Giancane, con Guglielmo Nodari e Andrea Cervellieri, è stato pubblicato il giorno dell'uscita del singolo sul canale YouTube del cantautore.

## Tracce
1. La stessa estate (1996) – 4:21